# Foro de Países Exportadores de Gas
El Foro de Países Exportadores de Gas (FPEG) es una organización de los principales países productores de gas, establecida en Teherán en 2001.
Los objetivos del FPEG son:
- Fomentar el concepto de mutualidad de intereses por medio del diálogo entre productores, intermediarios y consumidores y entre los gobiernos sobre industrias relativas a la energía.
- Proporcionar una plataforma para estudiar e intercambiar ideas
- Promover un mercado de energía estable y transparente

El FPEG no tiene carta oficial de estatutos.

## Miembros
El foro no tiene una estructura de membresía fija, sin embargo, Argelia, Bolivia, Brunéi, Egipto, Guinea Ecuatorial, Indonesia, Irán, Libia, Malasia, Nigeria, Omán, Catar, Rusia, Trinidad y Tobago, los EAU, Venezuela, Canadá, Panamá, Kazajistán, Siria y Corea del Norte que en septiembre del 2009 se convirtió en el 9.º país con mayores reservas del mundo que son reconocidos como sus miembros actuales. Turkmenistán, Bolivia, Indonesia, Libia y Omán han participado en diferentes reuniones ministeriales. Noruega tiene el estatus de observador. En la última cumbre realizada en Teherán, Irán se determinó mediante un decreto que Azerbaiyán ingresaría al FPEG como miembro en calidad de observador, siendo ya dos si se cuenta con Noruega.

## Cumbres del Foro de Países Exportadores de Gas (FPEG)
El foro está integrado por Angola, Argelia, Azerbaiyán, Bolivia, Catar, Egipto, Emiratos Árabes Unidos Guinea Ecuatorial, Irán, Iraq, Libia, Malasia, Nigeria, Trinidad y Tobago, Venezuela, Reino de Noruega, Rusia, Perú,. 
Angola, Azerbaiyán, Irak, Kazajistán, Países Bajos, Noruega, Omán y Perú son países observadores.  Se realiza la VII Cumbre en Argelia en 2024, con la participación de altos responsables de la producción que suman el 70% de las reservas globales y más del 40% de la producción comercializada, con la participación de seis  jefes de Estado Argelia, Catar, Rusia, Irán, Bolivia, Egipto, Emiratos Árabes Unidos, Guinea Ecuatorial, Libia, Nigeria, Trinidad y Tobago y Venezuela e Italia como país invitado.

### Cumbres de Jefes de Estado y de Gobierno
| Principales cumbres realizadas por el Foro de Países Exportadores de Gas |                   |            |                         |
| Cumbre                                                                   | País              | Ciudad     | Año                     |
| ------------------------------------------------------------------------ | ----------------- | ---------- | ----------------------- |
| I cumbre                                                                 | Catar             | Doha       | 15 de noviembre de 2011 |
| II cumbre                                                                | Rusia             | Moscú      | 1 de julio de 2013      |
| III cumbre                                                               | Irán              | Teherán    | 23 de noviembre de 2015 |
| IV cumbre                                                                | Bolivia           | Santa Cruz | 24 de noviembre de 2017 |
| V cumbre                                                                 | Guinea Ecuatorial | Malabo     | 29 de noviembre de 2019 |
| VI cumbre                                                                | Catar             | Doha       | 22 de febrero de 2022   |
| VII cumbre                                                               | Argelia           | Argel      | 2 de marzo de 2024      |
| VIII cumbre                                                              | Irán              | Teherán    | 2026                    |

### Reuniones ministeriales
| Reuniones ministeriales realizadas por el Foro de Países Exportadores de Gas |                   |               |                         |
| Reunión                                                                      | País              | Ciudad        | Año                     |
| ---------------------------------------------------------------------------- | ----------------- | ------------- | ----------------------- |
| I reunión                                                                    | Irán              | Teherán       | 18 de mayo de 2001      |
| II reunión                                                                   | Argelia           | Argel         | 31 de enero de 2002     |
| III reunión                                                                  | Catar             | Doha          | 3 de febrero de 2003    |
| IV reunión                                                                   | Egipto            | El Cairo      | 13 de marzo de 2004     |
| V reunión                                                                    | Trinidad y Tobago | Puerto España | 25 de abril de 2005     |
| VI reunión                                                                   | Catar             | Doha          | 7 de abril de 2007      |
| VII reunión                                                                  | Rusia             | Moscú         | 22 de diciembre de 2008 |
| VIII reunión                                                                 | Catar             | Doha          | 29 de junio de 2009     |
| IX reunión                                                                   | Catar             | Doha          | 8 de diciembre de 2009  |
| X reunión                                                                    | Argelia           | Orán          | 18 de abril de 2010     |
| XI reunión                                                                   | Catar             | Doha          | 2 de diciembre de 2010  |
| XII reunión                                                                  | Egipto            | El Cairo      | 1 de junio de 2011      |
| XIII reunión                                                                 | Catar             | Doha          | 12 de noviembre de 2011 |
| XIV reunión                                                                  | Guinea Ecuatorial | Malabo        | 20 de noviembre de 2012 |
| XV reunión                                                                   | Irán              | Teherán       | 2 de noviembre de 2013  |
| XVI reunión                                                                  | Catar             | Doha          | 15 de diciembre de 2014 |
| XVII reunión                                                                 | Irán              | Teherán       | 20 de noviembre de 2015 |
| XVIII reunión                                                                | Catar             | Doha          | 16 de noviembre de 2016 |
| XIX reunión                                                                  | Rusia             | Moscú         | 3 de octubre de 2017    |
| XX reunión                                                                   | Trinidad y Tobago | Puerto España | 13 de noviembre de 2018 |
| XXI reunión                                                                  | Rusia             | Moscú         | 1 de octubre de 2019    |
| XXII reunión                                                                 | Argelia           | Argel         | 12 de noviembre de 2020 |
| XXIII reunión                                                                | Bolivia           | La Paz        | 15 de noviembre de 2021 |
| XXIV reunión                                                                 | Egipto            | El Cairo      | 25 de octubre de 2022   |
| XXV reunión                                                                  | Guinea Ecuatorial | Malabo        | 10 de octubre de 2023   |
| XXVI reunión                                                                 | Irán              | Teherán       | A finales de 2024       |